# Заклетва (ТВ серија)
Заклетва (тур. Yemin) је турска драмска сапуница која се приказује од 18. фебруара 2021. године на каналу Kanal 7.
У Србији се приказивала од 4. фебруара 2020. до 2. маја 2023. године на каналу Пинк, титлована на српски језик.

## Радња
Серија прати скромну и лепу девојку Рејхан, која је одрасла на селу, одгојена према традиционалним начелима. Након смрти мајке, Рејхан остаје сироче, али јој се живот потпуно неочекивано мења. Желећи да обузда свог размаженог и неодговорног сина Емира, Рејханин стриц Хикмет је доводи у Истанбул како би их венчао. Рејхан се на почетку противила томе, али како после смрти мајке нема никога на свету осим Хикмета, обећава му да ће пристати на брак.
Емир првобитно не жели да се ожени јер превише воли своју слободу, али Хикмет успева да га присили. Због тога што је натеран, Емир се заклиње да ће се према Рејхан понашати толико лоше да ће сама затражити развод од њега, а он ће повратити своју слободу. Њихов брак не прихвата ни његова мајка Џавидан, која од тог тренутка, као и сам Емир, чини све да Рејхан загорча живот у кући. Она једину утеху проналази у стрицу Хикмету и Емировој сестри Суни, која је болесна.
Још једна препрека Емировом и Рејханином браку је бескрупулозна девојка Чемре, која је све време је чекала прилику да се уда за њега. И Џавидан је планирала да управо она постане снајка њихове породице, а Хикметова одлука да Емир ожени Рејхан изазваће разарајући бес код Чемре, која ће на све начине покушати да уклони Рејхан.
Упркос свим противљењима и на Хикметово инсистирање, Емир и Рејхан се венчавају, а он почиње да спроводи свој план у дело. Рејхан се заљубљује у Емира, а он је несвестан чињенице да ће га њена љубав и доброта променити.

## Сезоне
| Сезона | Сезона | Број епизода  | Приказивање у Турској                | Приказивање у Србији               |
| ------ | ------ | ------------- | ------------------------------------ | ---------------------------------- |
|        | 1      | 70 (1—70)     | 18. фебруар 2019 — 31. мај 2019.     | 4. фебруар 2020 — 4. јун 2020.     |
|        | 2      | 175 (71—245)  | 9. септембар 2019 — 8. мај 2020.     | 4. јун 2020 — 10. април 2021.      |
|        | 3      | 105 (246—350) | 7. септембар 2020 — 27. јун 2021.    | 12. април 2021 — 8. децембар 2021. |
|        | 4      | 153 (351—503) | 17. септембар 2021 — 9. октобар 2022 | 9. децембар 2021 — 2. мај 2023     |

## Улоге
| Глумац               | Улога   |
| -------------------- | ------- |
| Озге Јагиз           | Рејхан  |
| Гокберк Демирџи      | Емир    |
| Беркант Муфтулер     | Хикмет  |
| Гул Арџан            | Џавидан |
| Сила Туркоглу        | Суна    |
| Џејда Олгунер        | Џемре   |
| Есра Демир Чобан     | Мелике  |
| Тугче Ерсој          | Сухејла |
| Џан Верел            | Кемал   |
| Мунисе Озлем Озтурк  | Лејла   |
| Дерја Куртулуш Октар | Шехрије |
| Мустафа Шимшек       | Талаз   |
| Јагмур Акдаг         | Нигар   |
| Али Дерели           | Зафер   |
| Бариш Гурсес         | Сефер   |
| Тугул Кучукоглу      | Јонџа   |
| Џан Чаглар           | Таџи    |
| Џансин Мина Гур      | Масал   |